# Stadtarchiv Heidenheim an der Brenz

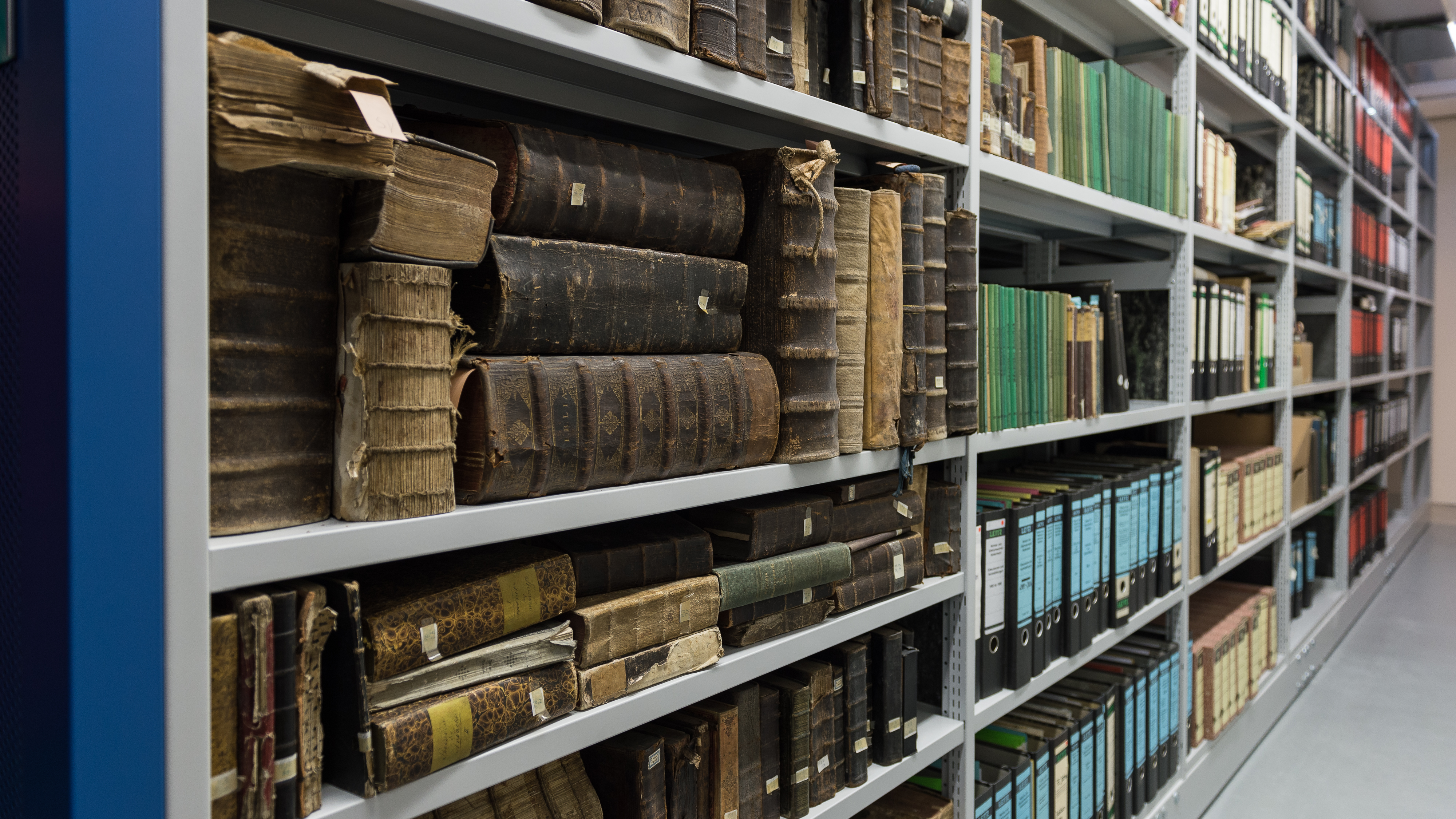
Blick in eines der Rollregale

Das Stadtarchiv Heidenheim ist das Archiv der Kreisstadt Heidenheim an der Brenz. Rechtliche Grundlagen sind das Gesetz über die Pflege und Nutzung von Archivgut (Landesarchivgesetz) vom 27. Juli 1987 und die Satzung über die Aufgabenstellung des Archivs sowie über die Benutzung des Archivs durch Dritte (Archivordnung) vom 24. November 1988. Organisatorisch ist es Teil des Geschäftsbereichs Museen und Stadtarchiv innerhalb des Fachbereichs Kultur.

## Geschichte
Die Geschichte des Stadtarchivs beginnt mit der Berufung des Oberlehrers Gotthold Wurster zum ehrenamtlichen Ortsgeschichtsschreiber am 5. Oktober 1936, dem auch der Erhalt und die Erschließung des städtischen Archivguts oblag. Wurster sichtete die vorhandenen Unterlagen und trennte das Archivgut auch räumlich vom Registraturgut ab. Nach seinem Tod wurde am 23. Juni 1942 der Hauptlehrer Alfred Schnabel zum Ortsgeschichtsschreiber und Stadtarchivar ernannt. Auf ihn folgte – nach einer kommissarischen Leitung durch Gerhard Schweier in den Jahren 1954–1955 – der Konrektor Fritz Schneider nach, der umfangreiche Ordnungsarbeiten anstrengte und 1961 und 1970 erste Findbücher zu den vorhandenen Altbeständen veröffentlichte. Ihm folgte mit Manfred Akermann erstmals ein fachlich ausgebildeter Archivar nach, der das Stadtarchiv von 1974 bis 1985 leitete. Auf Helmut Weimert, der bis 2011 in Personalunion das Stadtarchiv und die Heidenheimer Museen leitete, folgte Alexander Usler nach. Aufgrund einer verwaltungsorganisatorischen Änderung wurden 2012 Stadtarchiv und Museen getrennt und hinsichtlich des Archivwesens eine interkommunale Kooperation mit dem Stadtarchiv Giengen an der Brenz eingegangen.

## Bestände
Die Bestände des Stadtarchivs Heidenheim umfassen mehr als 1000 laufende Regalmeter Archiv- und Sammlungsgut und reichen bis in die Mitte des 14. Jahrhunderts zurück. Neben den Pergamenturkunden (ab 1356) sind als Altbestände Rechnungsbände (ab 1540), Gerichts- und Ratsprotokolle (ab 1531), Kaufbücher (ab 1582) und Steuerbücher (ab 1618) überliefert. Jüngere archivwürdige Akten der Stadtverwaltung bilden den Bestand D. Die Archive der eingemeindeten Ortsteile Schnaitheim, Mergelstetten, Oggenhausen, Groß- und Kleinkuchen und Aufhausen sind ebenfalls hier überliefert. Im Bereich der Sammlungsbestände ist auf die Zeitungssammlungen (ab 1831), die Sammlung Alte Ansichten, Pläne und Karten sowie die Grafiksammlungen von Mettenleitner, J.G. Schreiner und Wilhelm Schneider hinzuweisen. Audio-visuelle Unterlagen sind den Bild- und Filmbeständen zugeordnet. Die wissenschaftliche Präsenzbibliothek umfasst mehrere Tausend Medien und beinhaltet neben der Dienstbibliothek auch die große Bibliothek des Heidenheimer Heimat- und Altertumsvereins.

## Gebäude
Nachdem die kriegsbedingt 1943 nach Itzelberg verlagerten Bestände in das Rathaus Heidenheim zurückgebracht worden waren, lagerten sie zunächst auf dem Dachboden und in anderen Räumen des Rathauses. 1961 wurden sie im Untergeschoss der Westschule untergebracht. 2017 bezog das Stadtarchiv neue Räumlichkeiten im Gebäude der neu errichteten Stadtbibliothek, wo es über geeignete Magazine, Büroräume sowie einen modernen Lesesaal verfügt.